# آرتور لیندفورس
آرتور لیندفورس (فنلاندی: Arthur Lindfors; ۱۷ مارس ۱۸۹۳ – ۲۱ سپتامبر ۱۹۷۷) کشتی‌گیر اهل فنلاند بود.